# Хеде (Емсланд)
Хеде (њем. Heede) општина је у њемачкој савезној држави Доња Саксонија. Једно је од 60 општинских средишта округа Емсланд. Према процјени из 2010. у општини је живјело 2.216 становника. Посједује регионалну шифру (AGS) 3454020.

## Географски и демографски подаци
Хеде се налази у савезној држави Доња Саксонија у округу Емсланд. Општина се налази на надморској висини од 4 метра. Површина општине износи 31,1 km². У самом мјесту је, према процјени из 2010. године, живјело 2.216 становника. Просјечна густина становништва износи 71 становник/km².